# Albert-Caquot-Preis
Der Albert-Caquot-Preis (französisch Prix Albert Caquot) wird jährlich von der französischen Bauingnieursgesellschaft (Association Française de Génie Civil, AFGC) an einen Bauingenieur für sein Lebenswerk, seine wissenschaftlich-technischen Leistungen, aber auch ethische Standards und seinen Einfluss auf die Bauwelt verliehen.
Preisträger sind jährlich abwechselnd französische und ausländische Bauingenieure. Der Preis ist nach Albert Caquot benannt und wird seit 1989 vergeben.

## Preisträger
- 1989 Fritz Leonhardt
- 1990 Pierre Xercavins, beratender Ingenieur
- 1991 Franco Levi
- 1992 Henri Mathieu, Ingénieur Général des Ponts et Chaussées
- 1993 Bruno Thürlimann
- 1994 Roger Lacroix, Jean-Claude Foucriat, beratende Ingenieure
- 1995 Tung-Yen Lin
- 1996  Jean Muller, als Pionier des Spannbetons
- 1997 René Walther
- 1998 Jacques Bietry, Direktor des Centre scientifique et technique du bâtiment (CSTB) in Nantes
- 1999 Jörg Schlaich
- 2000 Pierre Richard, wissenschaftlicher Direktor bei der Baufirma Bouygues, Erfinder des  Béton de Poudre Réactive (BPR), selbstverdichtender Beton.
- 2001 Alan Garnett Davenport, Direktor des Boundary Layer Wind Tunnel Project an der University of Western Ontario
- 2002 Jacques Mathivat, beratender Ingenieur
- 2003 John E. Breen
- 2004 Jacques Brozzetti
- 2005 Jan Moksnes, beratender Ingenieur
- 2006 Michel Virlogeux
- 2007 José Câncio Martins, beratender Ingenieur
- 2008 Michel Lévy, Direktor von  SETEC-TPI
- 2009 Jean-Marie Cremer, Generaldirektor von Bureau Greisch in Lüttich
- 2010 Jean-Armand Calgaro, Präsident der französischen Kommission für die Eurocodes
- 2011 Manfred A. Hirt, Direktor des ICOM an der EPFL in Lausanne
- 2012 Michel Placidi, ehemals technischer Direktor von Razel, Entwurf von Brücken[2]
- 2013 Jiří Stráský, tschechischer Brückenbauer[3]
- 2014 Jacques Combault, Entwurf von Brücken[4]
- 2015 Armando Rito, portugiesischer Brückenbauer und beratender Ingenieur[5]
- 2016 Alain Pecker[6]
- 2017 Klaus Ostenfeld[7]